# Lonchura caniceps
Lonchura caniceps е вид птица от семейство Estrildidae.

## Разпространение
Видът е разпространен в Папуа Нова Гвинея.